# Carlos Augusto, Grão-Duque Hereditário de Saxe-Weimar-Eisenach
Carlos Augusto (31 de Julho de 1844 – 20 de Novembro de 1894), foi um príncipe alemão e grão-duque hereditário (Erbgroßherzog) de Saxe-Weimar-Eisenach.

## Biografia
Nascido em Weimar, era o único filho de Carlos Alexandre, Grão-Duque de Saxe-Weimar-Eisenach e da princesa Sofia dos Países Baixos.
Uma vez que a sua mãe era filha do rei Guilherme II dos Países Baixos e os seus tios maternos, à excepção do rei Guilherme III, morreram sem deixar filhos, Carlos Augusto ocupou o segundo lugar da linha de sucessão do trono dos Países Baixos entre 1890 e 1894. Antes de si, encontrava-se apenas a sua mãe. Foi por isso que Carlos aprendeu a falar e a escrever holandês fluentemente, já que havia a possibilidade de suceder ao trono se a sua prima Guilhermina morresse sem deixar filhos.
Carlos Augusto morreu em Cap Martin, França, seis anos antes do pai. Por causa disso, o seu filho Guilherme Ernesto sucedeu directamente ao avô como grão-duque.

## Família e descendência
Carlos Augusto casou-se em Friedrichshafen a 26 de Agosto de 1873 com a princesa Paulina de Saxe-Weimar-Eisenach. Os dois eram primos em segundo grau, uma vez que ela era neta paterna do príncipe Bernardo, irmão mais novo do grão-duque Carlos Frederico de Saxe-Weimar-Eisenach, avô de Carlos Augusto. Os seus avós maternos eram o rei Guilherme I de Württemberg e a sua terceira esposa, a princesa Paulina Teresa.
Carlos Augusto e Paulina tiveram dois filhos:
1. Guilherme Ernesto, Grão-Duque de Saxe-Weimar-Eisenach (10 de Junho de 1876 – 24 de Abril de 1923), casado primeiro com a princesa Carolina Reuss de Greiz; sem descendência. Casado depois com a princesa Feodora de Saxe-Meiningen; com descendência.
2. Bernardo de Saxe-Weimar-Eisenach (18 de Abril de 1878 – 1 de Outubro de 1900), morreu aos vinte-e-dois anos de idade.

## Genealogia
| Carlos Augusto, Grão-Duque Hereditário de Saxe-Weimar-Eisenach | Pai: Carlos Alexandre, Grão-Duque de Saxe-Weimar-Eisenach | Avô paterno: Carlos Frederico, Grão-Duque de Saxe-Weimar-Eisenach | Bisavô paterno: Carlos Augusto, Grão-Duque de Saxe-Weimar-Eisenach |
| Carlos Augusto, Grão-Duque Hereditário de Saxe-Weimar-Eisenach | Pai: Carlos Alexandre, Grão-Duque de Saxe-Weimar-Eisenach | Avô paterno: Carlos Frederico, Grão-Duque de Saxe-Weimar-Eisenach | Bisavó paterna: Luísa de Hesse-Darmstadt                           |
| Carlos Augusto, Grão-Duque Hereditário de Saxe-Weimar-Eisenach | Pai: Carlos Alexandre, Grão-Duque de Saxe-Weimar-Eisenach | Avó paterna: Maria Pavlovna da Rússia (1786–1859)                 | Bisavô paterno: Paulo I da Rússia                                  |
| Carlos Augusto, Grão-Duque Hereditário de Saxe-Weimar-Eisenach | Pai: Carlos Alexandre, Grão-Duque de Saxe-Weimar-Eisenach | Avó paterna: Maria Pavlovna da Rússia (1786–1859)                 | Bisavó paterna: Maria Feodorovna (Sofia Doroteia de Württemberg)   |
| Carlos Augusto, Grão-Duque Hereditário de Saxe-Weimar-Eisenach | Mãe: Sofia dos Países Baixos                              | Avô materno: Guilherme II dos Países Baixos                       | Bisavô materno: Guilherme I dos Países Baixos                      |
| Carlos Augusto, Grão-Duque Hereditário de Saxe-Weimar-Eisenach | Mãe: Sofia dos Países Baixos                              | Avô materno: Guilherme II dos Países Baixos                       | Bisavó materna: Guilhermina da Prússia                             |
| Carlos Augusto, Grão-Duque Hereditário de Saxe-Weimar-Eisenach | Mãe: Sofia dos Países Baixos                              | Avó materna: Ana Pavlovna da Rússia                               | Bisavô materno: Paulo I da Rússia                                  |
| Carlos Augusto, Grão-Duque Hereditário de Saxe-Weimar-Eisenach | Mãe: Sofia dos Países Baixos                              | Avó materna: Ana Pavlovna da Rússia                               | Bisavó materna: Maria Feodorovna (Sofia Doroteia de Württemberg)   |